# Euxoa pseudogothica
Euxoa pseudogothica là một loài bướm đêm trong họ Noctuidae.